# Psyra conferta
Psyra conferta là một loài bướm đêm trong họ Geometridae.